# Achyra affinitalis
Espèce
Achyra affinitalis est une espèce d'insectes de l'ordre des lépidoptères, anciennement de la famille des pyralidés, maintenant placé dans les crambidés. Ses larves attaquent les cultures de tournesol, de luzerne, de lin, de coton et de sorgho.Dans la nature, il vit sur les Atriplex.

## Description
Ce papillon mesure environ 2 cm de long. Et sa chenille vit dans un cocon tissé sur la plante-hôte.

## Répartition
C'est l'un des lépidoptères nuisibles les plus répandus en Australie et en Nouvelle-Zélande.

### Synonyme
- Loxostege ustalis